# Оаз (департамент)
Оаз (на френски: Oise) е департамент в регион О дьо Франс, северна Франция. Образуван е през 1790 година от северните части на провинция Ил дьо Франс и получава името на река Оаз. Площта му е 5860 км², а населението – 826 773 души (2016). Административен център е град Бове.